# Paradoxopsyllus mustangensis
Paradoxopsyllus mustangensis är en loppart som beskrevs av Lewis 1974. Paradoxopsyllus mustangensis ingår i släktet Paradoxopsyllus och familjen smågnagarloppor. Inga underarter finns listade i Catalogue of Life.